# Brumptomyia pintoi
Brumptomyia pintoi är en tvåvingeart som först beskrevs av Costa Lima A. 1932.  Brumptomyia pintoi ingår i släktet Brumptomyia och familjen fjärilsmyggor. Inga underarter finns listade i Catalogue of Life.